# 刺青の男 (小説)
『刺青の男』（いれずみのおとこ、英: The Illustrated Man）は、1951年に刊行されたレイ・ブラッドベリの短編集。
「刺青の男」の全身に彫られた刺青が動き出して18の物語を演ずる、という設定のもとで全体がひとまとまりになっている。「刺青の男」は予知能力を持っていることが示唆されており、各物語は未来世界を描いたものであろうと思われる。ほとんどが「宇宙時代」をテーマにしたSF小説であるが、全体的にディストピア的な雰囲気をもった作品が多く、火星人の襲来や世界の終わりのように古典的なSF的モチーフを扱った話もある。また、ブラッドベリのほかの作品と同様に、文明批判と受け取れる記述が多い。
日本語版は小笠原豊樹の翻訳で、早川書房（ハヤカワ・SF・シリーズ）から1960年に刊行されている。

## 各編の題名
- プロローグ 刺青の男 Prologue:The Illustrated Man
- 草原 The Veldt
- 万華鏡 Kaleidoscope
- 形勢逆転 The Other Foot
- 街道 The Highway
- その男 The Man
- 長雨 The Long Rain
- ロケット・マン The Rocket Man
- 火の玉 The Fire Balloons
- 今夜限り世界が The Last Night of the World
- 亡命者たち The Exiles
- 日付のない夜と朝 No Particular Night or Morning
- 狐と森 The Fox and the Forest
- 訪問者 The Visitor
- コンクリート・ミキサー The Concrete Mixer
- マリオネット株式会社 Marionettes,Inc.
- 町 The City
- ゼロ・アワー Zero Hour
- ロケット The Rocket
- エピローグ Epilogue

## ストーリー

### プロローグ 刺青の男
9月上旬のある日、「わたし」は全身に美しい刺青をした男と出逢った。男は見世物小屋で働いているのだが、夜になると絵が動き出して未来のことを予言するので、すぐ仕事をクビになってしまうのだという。刺青は50年前の1900年に「未来から来た」という老婆に彫ってもらったのだが、老婆は未来へ帰ってしまった。男の右の肩甲骨には絵が描かれていないが、だれかが永く眺めていればその人の一生があらわれるという。すみきった夜。月あかりのなか、刺青の絵はひとつひとつ順番に動き出した。

### 草原
ジョージとリディアは彼らの子ども、ウェンディとピーターのことで心配していた。子どもたちは、精神に感応して望みどおりの風景を見せてくれる子供部屋に入り浸るようになっていた。2人が部屋に入ると、アフリカのサバンナが広がっていた。悲鳴が聞こえ、ライオンが突進してくる。臭音装置（オドロフォニックス）から漂う血の臭い。リディアは部屋の鍵をかけてしまって、2 - 3日旅行に行こうと提案した。子どもたちが帰ってきた。部屋のことを問い詰めても、知らんぷりをした。ウェンディと一緒に部屋にはいると、部屋は美しい森に変わっていた。森の中にはジョージの古い財布が落ちていた。財布には血が付いていた。ジョージは部屋に鍵をかけることに決めた。それでも子どもたちは鍵を破って部屋に入っていた。ライオンはうまそうに獲物を食べていた。ジョージは心理学者のマクリーンに部屋を見せた。マクリーンは、子どもたちが破壊的な思想に向かっているといい、今まで甘やかしてきたのに、いきなり抑圧するようになったのが原因だと教えた。2人は子供部屋のスイッチを切った。子どもたちはヒステリーを起こした。見かねたリディアが、最後に1分間だけ子供部屋を使わせることにした。子どもたちは言った「お父さん、お母さん、早く来て！」。2人が部屋へ行くと、ライオンが突進して来た。悲鳴を上げる2人。マクリーンが来ると、2人はいなくなり、ライオンが獲物を食べていた。

### 万華鏡
突然ロケットが破裂して、乗員たちは宇宙空間に投げ出されて散りぢりに離れていった。なすすべもなく流星のように飛んでいきながら、隊員たちは電話で会話を続ける。このまま行けば隊長は月にぶつかるらしい。ストーンは流星群へ。アプルゲイトは冥王星へ。ホリスは地球へ向かっている。大気圏で燃え尽きてしまうだろう。別れの挨拶が繰り返される。ホリスは自分の人生は死人同然だったと感じた。楽しい思い出がひとつも無かったのだ。ホリスは最後に自分にしかわからない何かいいことがしたいと思った。大気圏に突入したら、おれは流星のように燃えるだろう。ホリスは言った「ひょっとして、だれかにおれの姿が見えないものだろうか」。田舎の道を歩いていた少年が、空を見上げて叫んだ。「あ、お母さん、見てごらん！流れ星！」母親が言った。「願いごとをおっしゃい」

### 形成逆転
20年ぶりに白い人の乗ったロケットが来ると聞いて、黒い人たちは空を見上げた。20年前、黒人たちはロケットで火星にやってきた。地球では原子戦争が始まり、数年後にはロケットが1つも無くなっていた。やっと新しいロケットができてようやく訪ねてきたのだった。ウィリーは地球で白人から受けた差別を忘れていなかった。彼の両親はさんざん働いた挙句、吊るされてしまったのだった。ウィリーは町の人々を煽動して、銃と塗料とロープを持ってこさせた。バスと電車に塗料で「FOR WHITES:REAR SECTION（白人は後ろの座席へ）」と書いた。劇場の一番うしろの2列をロープで囲って白人専用の座席をつくった。ウィリーは言った「黒人と白人の結婚を禁止する法律をつくろう。最低賃金法を決めよう、白人の最低賃金は一時間10セント」。町では通りという通りに＜外来客お断り＞の看板が立った。ロケットが到着した。ひとりの白人が降りてきて話を始めた。第三次世界大戦は去年ようやく終わりを迎えた。世界中の都市が爆撃されて灰燼に帰した。放射能で何もかも汚染された。現在の地球にはせいぜい50万人しか残っていない。彼らは廃墟に残った金属をかき集めて、ロケットを1台つくった。地球人たちはようやく自分たちの愚かさに気づき、新しい世界をつくるために火星に助力を求めてやって来たのだという。今やウィリーの両親が殺された場所も、吊るされた木も消えていた。黒人たちは看板を壊し、銃の弾を抜き、ペンキを塗りなおした。ウィリーは言った「馬鹿者の時代は終わったよ。おれたちは馬鹿者ではない何者かにならなきゃいかん」

### 街道
雨がやんだらもういちど畠に鋤を入れるつもりで、エルナンドは待っていた。足にはタイヤのゴムでつくった草鞋を履いていた。コンクリートの街道にはもう１時間も車が通らなかった。いつもならカメラを持った観光客が小屋に立ち寄ってくるはずだった。突然、何百台もの車が列をなして走り抜けていき、やがて静かになった。そのとき、古めかしいフォードが、エルナンドの前で停まった。ラジエータが焼けていたのだ。運転者は二十一、二歳の青年だった。車にはほかに5人の若い娘たちが乗っていた。エルナンドは鉢代わりのハブ・キャップに水を汲んでくると、青年に何があったのか尋ねた。青年は言った「始まったんですよ」「戦争ですよ！」。青年たちは礼を言うと、車を走らせた。再び静かになった。エルナンドは「世界の終わりって、なんのことだろうな」と独りごとを言った。

### その男
ハート隊長のロケットが、ようやくある惑星に着陸した。しかし1時間待ってみても住民が出迎えにこない。副官のマーティンが市長に面会に行くと、とんでもない事実が明らかになった。きのう、この町にどえらい男があらわれた。善良で、知的で、情け深くて、限りなく賢い男だった。その男には名前がなく、いろいろな惑星でそれぞれ違う名前で呼ばれている。その男は病人を治し、貧乏人をなぐさめ、偽善や汚職と戦い、人々に道を説いて聞かせた。隊長とマーティンは、その男が、地球人が20世紀のあいだ語り続けてきたあの男だと直感した。マーティンは深く感動して、この町に残りたいと言ったが、隊長は信じることができず、先に来たバートンかアシュリが住民をだましているだけだと主張した。そこへバートンの宇宙船とアシュリの宇宙船が到着し、2人は宇宙嵐に遭遇して既に死亡していると聞かされた。真相を知った隊長とマーティンはその男に会いに町へ行ったが、既に他の惑星に行ってしまったと教えられた。隊長はすぐにロケットで後を追ったが、マーティンはこの惑星に残る決心をした。残されたマーティンに、市長は手を差し伸べていった「さあ、参りましょう。あの方を待たせてはいけません」

### 長雨
4人の男が雨の中を歩いていた。金星では絶対に雨が降り止まない。一行はロケットが不時着した地点から、太陽ドームを目指してジャングルの小道を歩いていたのだった。疲労は限界に近づいていた。雨のせいで眠ることができないのだった。ようやく太陽ドームが見えてきた。しかしそれは不時着したロケットだった。金星の怪獣が起こす電気嵐のせいでコンパスが狂っていた。隊員の1人がパニックになって走り出し、電気に撃たれて焼死した。3人は歩き続けた。ようやく本物の太陽ドームにたどり着いた。しかし、そこは既に廃墟になっていた。金星人の攻撃を受けたのだ。金星にはあと一つしか太陽ドームがない。一行は出発したが、途中でピカードが発狂して失神した。放っておけば雨が肺に入って死ぬだろう。シモンズが拳銃でピカードを撃ち殺した。20分歩いてもドームは見えなかった。シモンズは耳をやられていた。彼はここで死ぬと言って座り込んだ。隊長は出発した。あと5分歩いて見つからなかったら海に入って死のうと考えた。そのとき、太陽ドームを見つけた。ふらふらになりながら辿り着くと、中には暖かい太陽が輝いていた。

### ロケット・マン
ぼくは母さんに、今度こそ父さんを引き止めてくれと頼まれた。父さんはロケット・マンだった。父さんは帰ってきて2日目にはもう空を眺めるようになる。3日目の夜にはいつまでもポーチに座っている。そして4日目になると出発してしまうのだ。また3か月は帰ってこない。ぼくは最初の晩に父さんを展示会にさそった。母さんはにっこりした。3次元の展示品の前で、ぼくはうっかり宇宙旅行のことを父さんに聞いてしまった。父さんは「一番すばらしいことだ」と答えたあと、気がついて「大したことはない」と言い直した。家に帰ると、ぼくは父さんに制服を着て見せてもらった。母さんは恨めしそうな顔をしていた。次の日カリフォルニアに旅行に行った。ぼくと父さんは浜辺に寝そべって話をした。父さんは、「大きくなったら、ロケット・マンにだけはならないでくれ」と言った。宇宙に行くと、地球に帰りたくなるが、帰ってくると、また行きたくなるのだという。ぼくは、前からロケット・マンになりたかった、と言った。晩御飯は豪勢だった。母さんは、次の感謝祭ごろにはもういないだろうから、と言った。父さんは、もう行かない、と言おうとしたが、言えなかった。次の日の朝、今度こそ最後にすると言って、父さんは出かけてしまった。母さんは、父さんはもう亡くなったと思うようにしている、と言った。次の日、電報が届いた。母さんは泣かなかった。父さんの宇宙船は、太陽に落ちたのだった。ぼくたちは永いこと、太陽の見えない雨の日だけ散歩するのが習慣になった。

### 火の玉
宇宙船「十字架」号が、布教のために火星へ向かった。神父たちは、火星には地球人が思いもよらないような罪が存在すると考えていた。ペレグリン神父とストーン神父は町長に火星人の話を聞いた。町長によれば、火星人には2つの種族がいて、第一の種族はほとんど滅亡しかかっている。そして、第二の種族は生物ですらなく、まるい火の玉の形をしていながら理性あるもののように行動するのだという。神父たちが調査のために山に行くと、火の玉があらわれた。ペレグリン神父が話しかけても反応がなかったが、岩が落ちてきたとき、2人を助けてくれた。神父が試しに崖から飛び降りてみると、やはり火の玉たちが救ってくれるのだった。ペレグリン神父は、自殺が罪であることを火の玉が知っている証拠だと判断し、山頂に教会を建てて祈りを捧げた。すると火の玉がテレパシーで話しかけてきた。彼らは昔の火星人で、かつては人間のかたちをしていたのだという。あるとき、彼らの中の一人が、精神や知性を解放し、病気やメランコリーや死や老衰などの苦悩から解き放つ方法を発見し、今の姿になったのだった。彼らには見栄もプライドもなく、豊かさも貧しさもなく、情熱も冷たさもなかった。あらゆる罪をしりぞけていた。彼らには教会など必要なかった。ペレグリン神父たちはひざまづいて涙をながし、「わたしが、あなた方に教えていただきたい」といった。

### 今夜限り世界が
「今夜限り世界がなくなってしまうと分かっていたら、どうする」。夫が言った「ただなんとなく、読みさしの本を閉じるように、世界が終わりになるんだ」。夫は4 - 5日前からその夢をみているという。会社の同僚もみんな同じ夢をみていた。いつかの夜、ちょうど24時間かかって終わりになるのだ。妻は自分も同じ夢をみたと告白した。街の奥さん連中もおなじ話をしていたという。2人はいつもどおり平凡な一日を過ごし、ベッドに入って「おやすみ」を言った。

### 亡命者たち
『マクベス』の3人の魔女たちが魔術を使った。呪いをかけられたのは地球から火星に向かう1台の宇宙船だった。乗組員たちは原因不明の病で死にかけていた。毎晩のように悪夢にうなされた。夢のなかには吸血鬼や狼男がでてきた。ありえないことだった。怪奇小説の類は百年も前に焼かれてしまったはずだった。ハロウィーンが法律で禁じられ、クリスマスが廃止された年に燃やされたのだ。隊長は歴史博物館からそれらの本を持ち出した。ポー、ストーカー、ジェームズ、アーヴィング、ホーソーン、ビアス、キャロル、ブラックウッド、ボーム、ラヴクラフト…。火星ではポーたちが奔走していた。本の最後の一冊が無くなってしまえば、彼らも死んでしまう。彼らは科学者によって征服された地球から火星に亡命してきたのだった。いま地球にいるのは孤独で実際的な人間ばかり。目を光らせた精神分析家、利口ぶった社会学の教授、口角泡を飛ばす道徳論者、非のうちどころのない両親たち…。ポーはディケンズにも協力を求めたが、ディケンズは自分の作品はお前たちとは違うと言い張った。そうこうしているうちにロケットが到着してしまった。新世界にたどり着いた隊長は、旧時代の書物のページをやぶき、火の中に投げ込んだ。悲鳴が聞こえた。湖のほとりの緑色の街が崩れていった。スミスは言った「オズのエメラルドの都…」。隊長は言った「スミス！あす精神分析医に看てもらえ」。火星には誰もいなくなった。

### 日付のない夜と朝
ロケットが地球から10億マイルのところを飛んでいた。ヒチコックは神経質になっていた。自分がどこにいるか、地球とは何か分からなくなった。彼は見えるものしか信じられないのだった。彼は地球などないと言い張った。クレメンズがヒチコックに、ロケットに乗った理由を尋ねると、上も下もない中間の世界に行きたかったのだと答えた。子供のころの話を聞くと、子供の頃なんてない、生きているのは今の俺だけだ、と答えた。彼は、ときどき自分以外のなにも信じられなくなる、と言った。そして、ロケットに2階があるか不安になり、確かめに行くのだった。乗組員たちが心配して、医者に診て貰うように勧めた。ヒチコックは、今この瞬間に、医者が乗っていることが証明できないと答えた。彼は物理的な証明ではなく、精神的な証明を渇望しているのだ、と言った。彼はかつて作家になろうとしていた。しかし印刷された自分の名前をみて、自分が小説を書いたということが分からなくなったのだという。存在していることと、していないこととのギャップが埋められなかったのだ。流星が衝突した。ヒチコックは、「おれを殺しに来た」と叫んだ。医者は一時間以内にショック療法をやることに決めた。12時間後、鐘が鳴った。1 - 2分目を離した隙に、ヒチコックは宇宙服を着てエア・ロックから飛び出したのだ。発見は不可能だった。無線から声が聞こえた「なんにもない。初めから、なかった。空間だけだ。ギャップだけだ」

### 狐と森
ウィリアムとスーザンの夫婦は1928年にやって来ていた。真っ白なスーツを着た男が彼らを尾行していた。2人は不安になった。2人が生まれたのは2155年だった。未来の世界では恐ろしい核戦争が勃発していた。2人は戦争から逃れるためにタイム・トラベル株式会社に頼んで1938年のニューヨークに行ったのだった。今、2人はメキシコにいる。白い服の男は捜査課の人間に違いなかった。リキュールやタバコを大量に買い込むのは未来から来た人間である証拠だった。男は話しかけてきた。腰をおろすとき、ズボンをたくし上げないのはおかしいと言った。ウィリアムは知らばっくれて歩き出した。シムズと名乗るその男は「2155年」と言った。ホテルに帰ると、電話が鳴った。相手は「ウサギが森に隠れてもキツネは必ず見つけ出すよ」と言った。あくる朝、町が騒がしかった。アメリカの映画会社がロケに来ていたのだ。2人は映画撮影を見物し、食堂でスタッフと同席した。監督のメルトンが話しかけてきた。そこへシムズが来て、2人を脅した。ウィリアムはもう隠すのをやめて、妻をここに残す代わりに自分だけ未来へ帰ろうといった。シムズは承知して、10分後に広場で会う約束をした。10分後、広場で待つシムズを、ウィリアムは自動車でひき殺した。取調べを受けたが、事故ということで解放された。ホテルに着くと、メルトンが話しかけてきた。一行はメルトンの部屋に上がって酒を飲んだ。メルトンは、スーザンを映画に使いたい、と言った。何の映画かと聞くと、2155年から逃亡してきた夫婦の物語だ、と答えた。スーザンが凍りついた。ウィリアムが拳銃を撃った。メルトンはウィリアムを組み伏せた。ホテルの支配人が部屋に入ったころには、既に誰もいなくなっていた。物置にはおびただしい数の酒とタバコが入っていた。

### 訪問者
ソールは火星で孤独な生活を送っていた。肺の病気で隔離されたのだった。あと1年の命だった。火星には他にも患者がいるのだが、ソールと話ができるような人間は一人もいなかった。あるとき、ソールが空を見上げると、ロケットが海底に着陸し、独りの青年が中から出てきた。新入りの病人だ。彼はマークという名前だった。ソールとマークはニューヨークの話をした。すると荒地に忽然としてニューヨークが現れるのだった。ソールが「やめてくれ！」と叫ぶと、摩天楼は消えてしまった。マークがテレパシーでソールに幻覚を見せていたのだ。ソールは狂喜したが、不安になった。他の患者に知られたらマークを独占できなくなる。ソールはマークを山に連れて行こうとしたが、マークは拒否した。ソールはマークを殴りつけて無理やり洞窟へ連れて行った。マークは逃げ出した。ソールは追いかけてマークの頸を絞めたが、殺すことができなかった。患者たちが集まってきた。マークは定められた日に一時間だけ患者たちの相手をしようと提案した。ジョンソンが、マークの命令は聞きたくない、無理矢理やらせよう、と言った。不穏な空気が流れた。マークは、この中に拳銃を持っている人がいる、と告げた。一同は攫み合いの喧嘩になった。銃を持っていたのはジョンソンだった。彼が発砲すると、スミスが死んだ。ソールがジョンソンに体当たりして拳銃をもぎとった。もう一度、発射音が鳴りひびいた。マークの胸に穴が開き、倒れた。ソールたちはマークを埋葬した。ソールは再び孤独になり、泣いた。

### コンクリート・ミキサー
火星では今まさに地球侵略のために火星軍が出動しようとしているところだった。エティルは兵役を拒否していたが、兵役係に連れて行かれてしまった。エティルは地球の小説を読んでいた。小説の中では必ず偉大な英雄が出てきて、侵入軍の裏をかき、火星人をほろぼすのだった。エティルは、勝利を確信している地球人に火星軍がかなうはずがないと主張し、地球で死ぬくらいならここで死んだほうがマシだと言ったが、火あぶりにするぞと脅されたので仕方なく軍に加わった。地球まで1万マイルというところで、地球から通信がはいった。「地球では既に戦争を放棄し、原水爆を破壊している。われわれは無防備状態で火星人を歓迎する」。火星人たちは、罠に違いないと警戒したが、地球に到着すると本当に大歓迎を受けた。エティルは地球の本当の恐ろしさに気づいた。地球の女たちは三文小説や映画雑誌を積み上げ、月並みな感傷とロマンスで、われわれの感受性を台無しにする。男たちはただの夫、ただの働き蜂に還元されてしまう。地球を守る英雄など居るはずがなかった。彼らの目は映画の見すぎでどろんとすわっていて動きが無い。発達しているのは絶え間なくチューインガムを噛む顎の筋肉だけである。アメリカ大陸では毎年4万5千人が交通事故で死ぬ。そのくせ、人間たちは車を崇めている。エティルは地球人が火星人を歓迎したのは、市場を開拓するためであるということを知った。いずれ火星は地球の俗悪な文化に侵されてしまうだろう。エティルは火星に帰ったら妻を連れて青い山脈に疎開しようと考えた。いずれそこにもカメラをぶらさげた観光客がやってくるだろう。戦争はよくないが、平和は生き地獄だ。振り向くと、車が迫ってきた。轢かれる瞬間に、エティルは思った。この音はコンクリート・ミキサーそっくりだ…。

### マリオネット株式会社
ブローリングとスミスが夜の街路を会話をかわしながら歩いていた。ブローリングにとっては結婚して以来初めての夜の外出だった。彼は1979年にリオに行くはずだったのだが、彼を偏執的に愛していた女に邪魔され、強引に結婚させられて以来10年間というもの、家庭に縛り付けられていた。それがとうとうリオ行きのロケットの切符を手に入れたのだという。スミスは羨ましがった。彼も夫を愛しすぎる女と結婚してしまったのだった。しかも先月ごろから妻の愛し方は異常なほど激しくなっていた。ブローリングは自分が外出できた理由を教えると言って、彼に瓜二つの男をつれてきた。胸に耳を当てると、「かっち・かっち…」という音が聞こえた。マリオネット株式会社に依頼して複製ロボットをつくっていたのだ。スミスは自分も契約するために預金を下ろそうとしたが、金がなくなっているのに気が付いた。妻に問いただしたが、返事が無い。スミスは恐る恐る彼女の胸に耳を当てた。「かっち・かっち…」。一方、ブローリングは、ブローリング二号を道具箱にしまうために地下室へ降りていった。ブローリング二号は言った「あなたはリオへ行くのに、ぼくは狭い箱の中だ」「奥さんが好きになった」「あんたを道具箱に入れる。鍵をかけて、その鍵をどこかに無くしてしまう。そして奥さんとリオへ行く」「さよなら、ブローリング」。１０分後、眠っていたブローリング夫人の頬に、だれかがキスをした…。

### 町
町は2万年待った。2万年目にようやく、ロケットが現れるまで。町はその目、鼻、口、耳で人間たちを観察した。スミスは異常な気配を感じて、ロケットに戻るよう隊長に進言した。隊長は一笑に付した。スミスは走って逃げ出した。隊長がそれを追いかけた。突然、街路にぽっかりと穴が開いた。隊長が姿を消した。カミソリが隊長の喉を切り、胸を切り裂いた。内臓が取り出され、顕微鏡が筋肉を凝視した。「心」が、間違いなく地球人であると結論した。地球人たちは2万年前、タオラン惑星を侵略し、疫病で住民を皆殺しにした。死んだ住民たちがこの町をつくったのだ。今こそ復讐のときだった。新しく組み立てられた隊長が街路に現れ、スミスの心臓を撃ち抜いた。隊長は残りの隊員たちに言った「おれはこの町だ」。街路に穴が開き、男たちは落ちていった。しばらくして、九人の男たちは細菌爆弾をロケットに積み込み、地球に向けて飛び立った。復讐を果たした町は、その機能を停止した。

### ゼロ・アワー
子どもたちの間で「侵略ごっこ」が大流行していた。ただし満10歳以上の子どもはゲームには参加できない。遊びの中心にはいつもドリルという子どもがいた。子どもたちの話では、ドリルは木星か、土星か、金星から来た異星人だということだった。ドリルは難攻不落の地球を侵略するために子どもを使うことを思いついたのだった。子どもたちは「三角形」「感受性」「想像力」「次元」といった難しい言葉を使い出した。モリス夫人は娘のミンクが不思議なヨーヨーで遊んでいるのを見つけた。「やってみせて」というと、「だめ、ゼロ・アワーは5時だもの」と返された。5時が来た。モリス氏が帰宅した。ミンクは金槌やパイプを妙な形に並べて遊んでいた。ブーンという音がなった。音がどんどん高くなって、爆発した。町中から爆発音が聞こえた。夫人は夫を連れて屋根裏部屋へ逃げこんだ。階下では子どもたちの笑い声が聞こえた。ブーンという音。四、五十人の足音。夫妻はふるえながら抱き合った。屋根裏部屋の錠が溶けて、ミンクの顔がのぞきこんだ。そのうしろには背の高い、青い、無数の影。「いないいないばあ！」とミンクが言った。

### ロケット
ボドーニは夜ごと目を覚まし、夜空を飛び交うロケットを仰ぎ見るのだった。かつて人類が夢にまで見た宇宙時代がやってきた。しかしそれは「科学が万人に幸せをもたらす世界」などではなかった。ロケットに乗れるのは一握りの金持ちだけだった。ボドーニは6年かかって３千ドル貯めた。家族の中から1人だけなら火星に行くことができる。しかし、みんな譲り合って、誰が行くのか決まらないのだった。結局、だれも行かないことに決まってしまった。ある日、ボドーニがジャンク置場で働いていると、一人の男がロケットの実物大の模型を売りに来た。2千ドルだった。ボドーニは迷ったが、結局買うことにした。ボドーニは残りの金を使い果たしてロケットを改造した。子どもたちははしゃいでロケットに乗り込んだ。ロケットは轟音を発して、揺れた。月の表面、隕石、火星…。鏡やスクリーンで映し出した3次元の幻想だった。7日目の夕暮れ、震動がとまって、一行はもとのジャンク置場に帰ってきた。子どもたちはボドーニにお礼を言ってベッドに入った。

### エピローグ
物語は終わった。「わたし」は、刺青の男の背中にある、絵になっていない部分を見た。そこにあらわれたのは、刺青の男そのものの姿だった。絵のなかの男は、絵のなかのわたしを絞め殺そうとしている。わたしは絵が完成するまえに走り出した…。

## 書誌情報
- 『刺青の男』、小笠原豊樹訳、ハヤカワ・SF・シリーズ3024、1960年11月
- 『刺青の男』、小笠原豊樹訳、ハヤカワ文庫NV111、1976年2月
- 『刺青の男〔新装版〕』 小笠原豊樹訳、ハヤカワ文庫SF 2013年4月

## 映画
- 『いれずみの男』 (The Illustrated Man) 1969年（米） 監督：ジャック・スマイト 出演：ロッド・スタイガー